# Luis Bárzana Bárzana
Luis Bárzana Bárzana (1910-1947) fue un maestro, militar y guerrillero español.

## Biografía
Nacido en Gijón en 1910. Realizó estudios de magisterio, ejerciendo como maestro en Barredos, La Felguera y Gijón. Ingresó en el Partido Comunista de España (PCE) en 1933, siendo uno de los dirigentes de las Milicias Antifascistas Obreras y Campesinas (MAOC) de Gijón. Participó en la Revolución de Asturias de 1934.
Tras el estallido de la Guerra civil participó en la supresión de la sublevación en Gijón. Llegó a mandar el batallón «Bárzana» y, más adelante, el regimiento «Muñiz». Más adelante estuvo al mando de la 10.ª Brigada asturiana y de la 57.ª División, permaneciendo en Asturias hasta la caída del Frente norte. Tras regresar a la zona central republicana fue jefe de las divisiones 71.ª y 21.ª, en el frente de Andalucía. Siendo jefe de la 71.ª División, en mayo de 1938 lideró la operación que supuso la liberación de más de trescientos prisioneros republicanos recluidos en el fuerte de Carchuna, en la retaguardia franquista. También llegó a mandar la 49.ª División del XIV Cuerpo de Ejército Guerrillero.
Al final de la contienda fue detenido por los franquistas, pasando varios años en prisión y en batallones de trabajo.
Falleció en 1947, poco después de ser puesto en libertad, víctima de un accidente.